# Acraea wissmanni
Acraea wissmanni är en fjärilsart som beskrevs av Gustav Weymer 1903. Acraea wissmanni ingår i släktet Acraea och familjen praktfjärilar. Inga underarter finns listade i Catalogue of Life.